# Gao Shiyan
Gao Shiyan, född 22 januari 1996, är en kinesisk basketspelare. 
Gao deltog vid olympiska sommarspelen 2020 och var en del av Kinas lag som blev utslagna i gruppspelet i tremannabasket.